# Тимар (Росія)
Тима́р (рос. Тымар, чув. Тымар) — селище у складі Ібресинського району Чувашії, Росія. Входить до складу Ширтанського сільського поселення.
Населення — 96 осіб (2010; 109 у 2002).
Національний склад:
- чуваші — 90 %